# Carl August Borgström (företagsledare)
Carl August Borgström, född 13 maj 1871 i Kristianstad, död 13 mars 1934 i Hultafors, var en svensk urmakare och entreprenör.
Carl August Borgström utbildade sig till urmakare i Kristianstad. Han anställdes 1891 som urmakare, maskinskötare och ansvarig för utbildning av Henning Hammarlund, som ägde och drev Halda Fickurfabrik i Svängsta. Han blev friställd efter första världskriget, efter det att Halda gått i konkurs. Han samlade ett antal arbetslösa urmakare och startade 1921 en egen firma, AB Urfabriken i Svängsta, med produktion i ett tidigare baptistkapell. Från början var det fickur och telefonkontrollur ("telur") som tillverkades hos Abu.
Han hade på Halda varit med om att konstruera taxametrar för hästdroskor. I det egna företaget utvecklades dessa vidare för taxibilar, och en tillverkning påbörjades 1926. I verkstaden tillverkades också väckarur. 
Carl August Borgström var far till Göte Borgström och farfar till Lennart Borgström, vilka bägge lett Abu.